# Tilia tuan
Tilia tuan Szyszył. – gatunek drzewa z rodziny ślazowatych. Występuje naturalnie w południowych Chinach oraz Wietnamie. 

## Morfologia

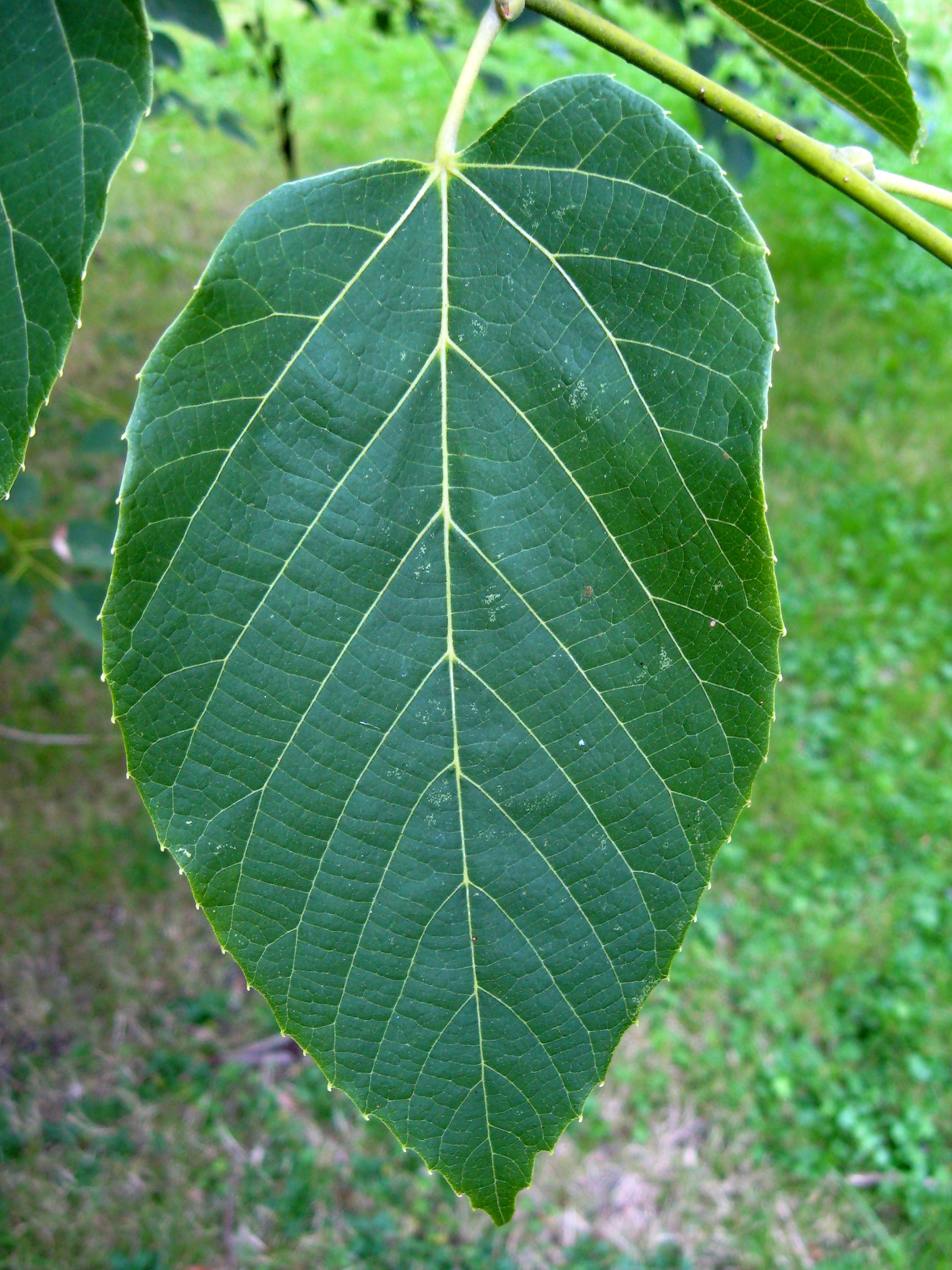
Liść

PokrójZrzucające liście drzewo.
LiścieBlaszka liściowa ma owalnie podługowaty kształt. Mierzy 8–12 cm długości oraz 5–7 cm szerokości, jest całobrzega, ma sercowatą nasadę i ostry wierzchołek od ostrego do spiczastego. Ogonek liściowy jest owłosiony i ma 20–25 mm długości.
KwiatyZebrane w wierzchotkach wyrastających z kątów lancetowatych podsadek o długości 7–10 cm.
OwocOrzeszki mierzące 7–8 mm średnicy, o niemal kulistym kształcie.

## Biologia i ekologia
Rośnie w lasach. Występuje na wysokości od 800 do 1000 m n.p.m.

## Zmienność
W obrębie tego gatunku oprócz podgatunku nominatywnego wyróżniono dwa podgatunki oraz jedną odmianę:
- T. tuan subsp. oblongifolia (Rehder) Pigott – występuje naturalnie w chińskich prowincjach Anhui, Hunan. Dorasta do 4–12 m wysokości. Blaszka liściowa mierzy 7–11 cm długości oraz 3,5–5 cm szerokości, jest piłkowana lub ząbkowana na brzegu, ma nasadę od sercowatej do ściętej i wierzchołek od ostrego do spiczastego. Ogonek liściowy jest nagi i ma 15–25 mm długości. Kwiaty są zebrane w wierzchotkach wyrastających z kątów eliptycznych podsadek[6].
- T. tuan subsp. tristis Pigott – występuje naturalnie w chińskiej prowincji Kuangsi, w jej północno-zachodniej części. Blaszka liściowa jest skórzasta i ma owalny kształt. Mierzy 10–17 cm długości oraz 6–8,5 cm szerokości, jest piłkowana na brzegu, ma nasadę od sercowatej do ściętej i wierzchołek od ostrego do spiczastego. Ogonek liściowy jest nagi i ma 30–60 mm długości[5]. Zebrane w wierzchotkach wyrastających z kątów lancetowatych podsadek o długości 8–12 cm. Mają 5 działki kielicha o lancetowatym kształcie i dorastające do 5–6 mm długości. Płatków jest 5, mają odwrotnie jajowaty kształt i osiągają do 7–8 mm długości. Pręcików jest około 20[7].
- T. tuan var. chenmoui (W.C.Cheng) Y.Tang